# Saku (pivo)

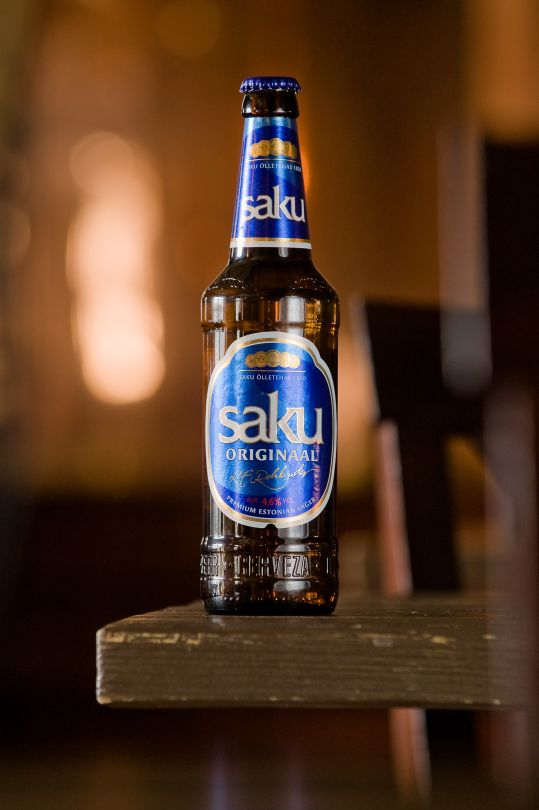
Saku Originaal, nejznámější ze značek sackého pivovaru

Saku je souhrnné označení pro značky piva, vařené v pivovaru Saku v estonském městečku Saku[zdroj⁠?!], či v užším smyslu pro ty značky sackého piva, které využívají v názvu slova „Saku“. Nejznámější je Saku Originaal („Sacký originál“), znalecky nejvíce ceněné jsou Saku Originaal, Saku Kuld („Sacké zlato“) a Saku On Ice.

## Značky
Většina značek vařených sackým pivovarem využívá obchodní značky Saku doplněné přídomkem. K nim se řadí několik dalších značek, které slovo „Saku“ neobsahují (Karl Friedrich, Rock, Dlight, Presidendi, Taurus), ale bývají občas zahrnovány pod pojem „Saku“. Většina v současnosti vyráběných značek je jednodruhových. Přehled v roce 2012 vyráběných druhů podává následující tabulka.
| název                                           | obsah alkoholu |
| ----------------------------------------------- | -------------- |
| Saku Kuld                                       | 5,2 %          |
| Saku Originaal                                  | 4,6 %          |
| Saku Originaal Ehe                              | 4,7 %          |
| Saku Hele                                       | 5,2 %          |
| Saku Tume                                       | 6,7 %          |
| Saku Pilsner                                    | 4,2 %          |
| Saku Porter                                     | 6,9 %          |
| Saku 2,8 %                                      | 2,8 %          |
| Saku Dublin (Cream of Dublin)                   | 4,2 %          |
| Saku Manchester (Taste of Manchester)           | 4,2 %          |
| Saku Stuttgart (Das echte hefeweizen Stuttgart) | 5,0 %          |
| Saku On Ice                                     | 5,0 %          |
| Karl Friedrich                                  | 5,0 %          |
| Rock                                            | 5,3 %          |
| Dlight Lemon                                    | 2,9–4,0 %      |
| Dlight Pomegranate                              | 2,9–4,0 %      |
| Dlight Cool Mint                                | 2,9–4,0 %      |
| Presidendi 8                                    | 7 %            |
| Taurus                                          | 7 %            |